# San Rafael Arriba
San Rafael Arriba es el distrito número cuatro del cantón de Desamparados, de la provincia de San José, en Costa Rica, fundado en el año de 1841.

## Toponimia
El nombre del distrito proviene en honor a San Rafael Arcángel, patrono del distrito de San Rafael y de la Iglesia de San Rafael Arcángel, localizada en el centro del distrito. 
Además, al nombre se le añadió “Arriba” para diferenciarlo del distrito de San Rafael Abajo. Antes de 1968, la localidad se conocía simplemente como San Rafael, hasta que ese año se realizó la partición administrativa que dio origen a ambos distritos.

## Historia
Las primeras ocupaciones recordadas de este territorio fueron por indígenas del antiguo Reino Huetar de Occidente, el cual se encontraba encabezado por el Cacique Garabito. Los indígenas que habitaron esta región fueron los mismos que habitaron la región de Aserrí, sobresaliendo entre ellos el Cacique Accerrí, originario de la tribu Quepoa.
Los primeros pobladores ubicaron sus casitas a lo largo de un camino que unía San José con Aserrí, y separaron sus propiedades con cercas, ya sea de piedra o árboles naturales, por lo que antiguamente se llamó a esta región Dos Cercas.
En aquella época, Dos Cercas, que era un distrito de San José, se conformaba por los barrios de Patarrá, Salitral (hoy San Antonio), San Felipe (hoy San Miguel), Palo Grande (hoy San Rafael) y El Molino (hoy San Juan de Dios).
En 1821, el caserío Dos Cercas ya tenía gran importancia y se había planificado muy bien sus primeros cuadrantes, de conformidad con las normas que ordenaba la vetusta "Ley de Indias para la formación de cabildos", además de que ya contaba con más población que otros asentamientos como Patarrá, San Antonio, Aserrí y el mismo Curridabat.
En 1841, Desamparados ya era un barrio de San José, y se conformaba por los cuarteles de El Centro, El Molino (hoy San Juan de Dios), Palo Grande (hoy San Rafael), Patarrá, San Antonio y San Felipe (hoy San Miguel).
El 4 de noviembre de 1862, se funda el cantón de Desamparados, número tres de la provincia de San José, mediante la Ley de Ordenanzas Municipales.

## Ubicación
Se ubica en el norte del cantón y limita al noroeste con el distrito de San Rafael Abajo, al oeste con el distrito de San Juan de Dios, al sur con el cantón de Aserrí, al este con el distrito de San Miguel y al noreste con el distrito de Desamparados.

## Geografía
San Rafael Arriba cuenta con un área de 3,23 km² y una altitud media de 1200 m s. n. m.

## Demografía
Para el año 2022, San Rafael Arriba cuenta con una población estimada de 24 008 habitantes, y para el último censo efectuado, en 2011, San Rafael Arriba contaba con una población de 15 262 habitantes.
El distrito de San Rafael Arriba puede compararse demográficamente desde el censo de 1973, sin embargo, sus dimensiones han variado durante los mismos sondeos (2,58 km² en 1973, 2,47 km² en 1984, y finalmente la superficie actual desde el año 2000).

## Concejo de distrito
El concejo de distrito de San Rafael Arriba vigila la actividad municipal y colabora con los respectivos distritos de su cantón. También está llamado a canalizar las necesidades y los intereses del distrito, por medio de la presentación de proyectos específicos ante el Concejo Municipal La presidenta del concejo del distrito es la síndica propietaria del partido Liberación Nacional, Sara Isela Mora Salazar.
El concejo del distrito se integra por:
| #                       | Partido                         | Nombre                            |
| Síndico propietario     | Síndico propietario             | Síndico propietario               |
| ----------------------- | ------------------------------- | --------------------------------- |
| 1                       | Partido Liberación Nacional     | Sara Isela Mora Salazar           |
| Síndico suplente        |                                 |                                   |
| 2                       | Partido Liberación Nacional     | Sebastián Mora Chacón             |
| Concejales propietarios |                                 |                                   |
| 3                       | Partido Liberación Nacional     | Alfredo Morales Cháves            |
| 4                       | Partido Liberación Nacional     | Ligia Cristina Robles Cubero      |
| 5                       | Partido Unidad Social Cristiana | Virginia Fallas Sánchez           |
| 6                       | Partido Nuestro Pueblo          | Julia Irene González Zúñiga       |
| Concejales suplentes    |                                 |                                   |
| 7                       | Partido Liberación Nacional     | Marvin Giovanni Rodríguez Bolaños |
| 8                       | Partido Liberación Nacional     | Ligia Jiménez Meléndez            |
| 9                       | Partido Unidad Social Cristiana | María José Delgado Chavarría      |
| 10                      | Partido Nuestro Pueblo          | Viviana María Robles Mena         |

## Organización territorial
El distrito de San Rafael Arriba se conforma por las siguientes comunidades o barrios:
- Barrio Alpino
- Barrio Arco Iris
- Barrio Bambú
- Barrio Berlay
- Barrio Concordia
- Barrio El Guazo
- Barrio Lomas de Jorco
- Barrio Los Juncales
- Barrio Macarena
- Barrio Maiquetía
- Barrio Méndez (comparte con San Rafael Abajo)
- Barrio San Rafael Arriba (centro)
- Barrio Santa Teresita (comparte con Aserrí)
- Barrio Villa del Sur (comparte con San Rafael Abajo)
- Urbanización Grano de Oro
- Barrio La Tolima

## Cultura

### Educación
Ubicadas propiamente en el distrito de San Rafael Arriba se encuentran los siguientes centros educativos:
- Escuela El Higueroncito
- Escuela Manuel Ortuño Boutin
- Escuela Educarte
- Liceo Joaquín Gutiérrez Mangel
- Escuela Prioritaria San Rafael

## Transporte

### Carreteras
Al distrito lo atraviesan las siguientes rutas nacionales de carretera:
- Ruta nacional 209
- Ruta nacional 214